# ハミルトンうつ病評価尺度
うつ病用ハミルトン評価尺度（Hamilton Rating Scale for Depression, HRSD）とは、ハミルトンうつ病評価尺度（Hamilton Depression Rating Scale, HDRS）とも呼ばれ、うつ病の指標を提供する多重項目質問票であり、回復を評価する指標となる。略称はHAM-D。1960年に、マックス・ハミルトンが最初にこの尺度を公開し、改定はそれぞれ1966年、1967年、1969年、1980年である。質問票は成人に対して設計されており、厳密な気分、罪悪感、自殺念慮、不眠症、 動揺や遅延、不安、体重減少また身体症状によって、うつ病の重症度を評価するのに用いられる。
当初、臨床研究におけるうつ病評価の「ゴールドスタンダード」とみなされたが、自殺念慮やそのしるしよりも、不眠症により重点を置いたことを1つの理由として、臨床実務のための検査手段としては批判された。自殺を考えることが増えても、抗うつ薬が睡眠を改善すれば、統計的な有効性を示す可能性がある。ハミルトンは、この評価を診断用検査に用いるべきではないと主張していた。
初版の1960年版（HRSD-17）は17の項目から評価したが、3つの他の質問は総点数には加算されず、追加の臨床上の情報を提供するものとして用いられた。質問票の各々の項目は、項目により3点か5点までの評価であり、総点数は対応する記述と比較される。評価時間は、約20分である。
採点
0～7点の評価は正常であるとみなされる。20点以上の評価は、中等度、重度、あるいは非常に重度のうつ病を示唆し、この状態は臨床試験の参加登録に通常要求されるものである。. 
追加の質問
質問18から20は、抑うつに関するさらなる情報（日内変動やこだわり過ぎなど）のために登録されてもよいが、尺度の一部とはならない。質問票のための構造化面接の指南書は入手可能である。
ハミルトンの初版は17項目であったが、他の版では29項目まで発展した。(HRSD-29など)
他の評価尺度
他の評価尺度には、Montgomery Asbergうつ病評価尺度(MADRS, Montgomery-Åsberg Depression Rating Scale)やベックうつ病尺度(BDI, Beck Depression Inventory)、ツァング自己評価式抑うつ尺度、ウェクスラーうつ病評価尺度（Wechsler Depression Rating Scale）、ラスキンうつ病評価尺度、Inventory of Depressive Symptomatology (IDS)、Quick Inventory of Depressive Symptomatology (QIDS)や他の質問票が存在する。